# Castle Varrich
Castle Varrich is een burcht die tot ruïne is vervallen in Tongue, een plaats in het noorden van Sutherland, Schotland. De burcht staat op een landtong; een morene gevormd door een gletsjer die Kyle of Tongue creëerde.
De geschiedenis van Castle Varrich is nog niet met zekerheid achterhaald. Hoogstwaarschijnlijk is de burcht gebouwd door de clan Mackay. Zij heersten gedurende een lange periode over Sutherland. Van de burcht rest een vierkantige toren, ongeveer 10 m hoog met muren van 1,5 m dik die uit ten minste twee verdiepingen bestond. De grote toegangspoort die naar het noorden is gericht is nog aanwezig.
De plaatselijke legende zegt dat Castle Varrich een Vikingburcht was of een verdediging tegen de Vikingen. Het gebruik van kalkmortel en de aard van de constructie spreken dit tegen. De naam van het kasteel - Varrich - zou verwijzen naar een zoon van een clanchef van de Mackays, Iain Abrach.

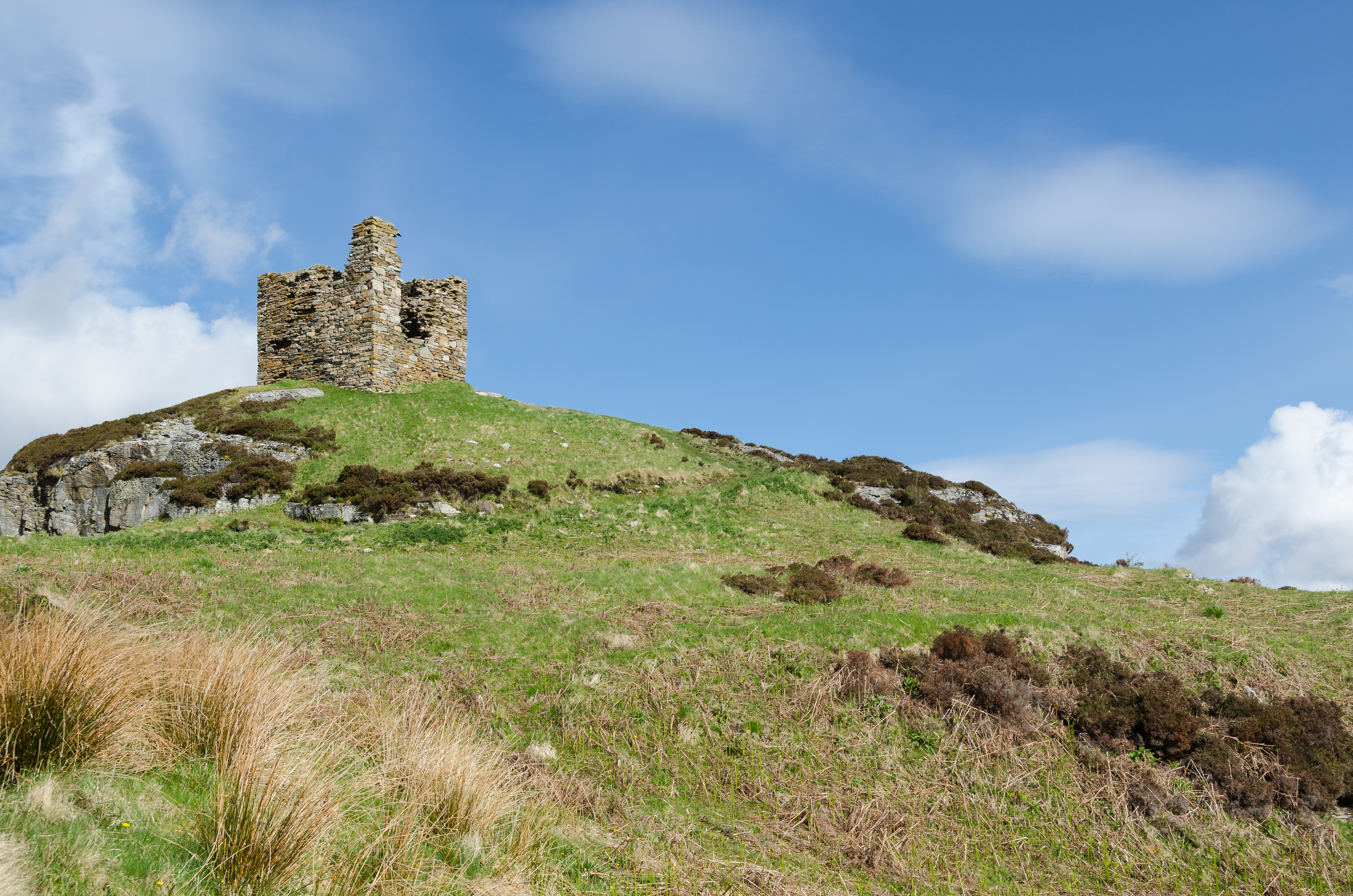
Castle Varrich
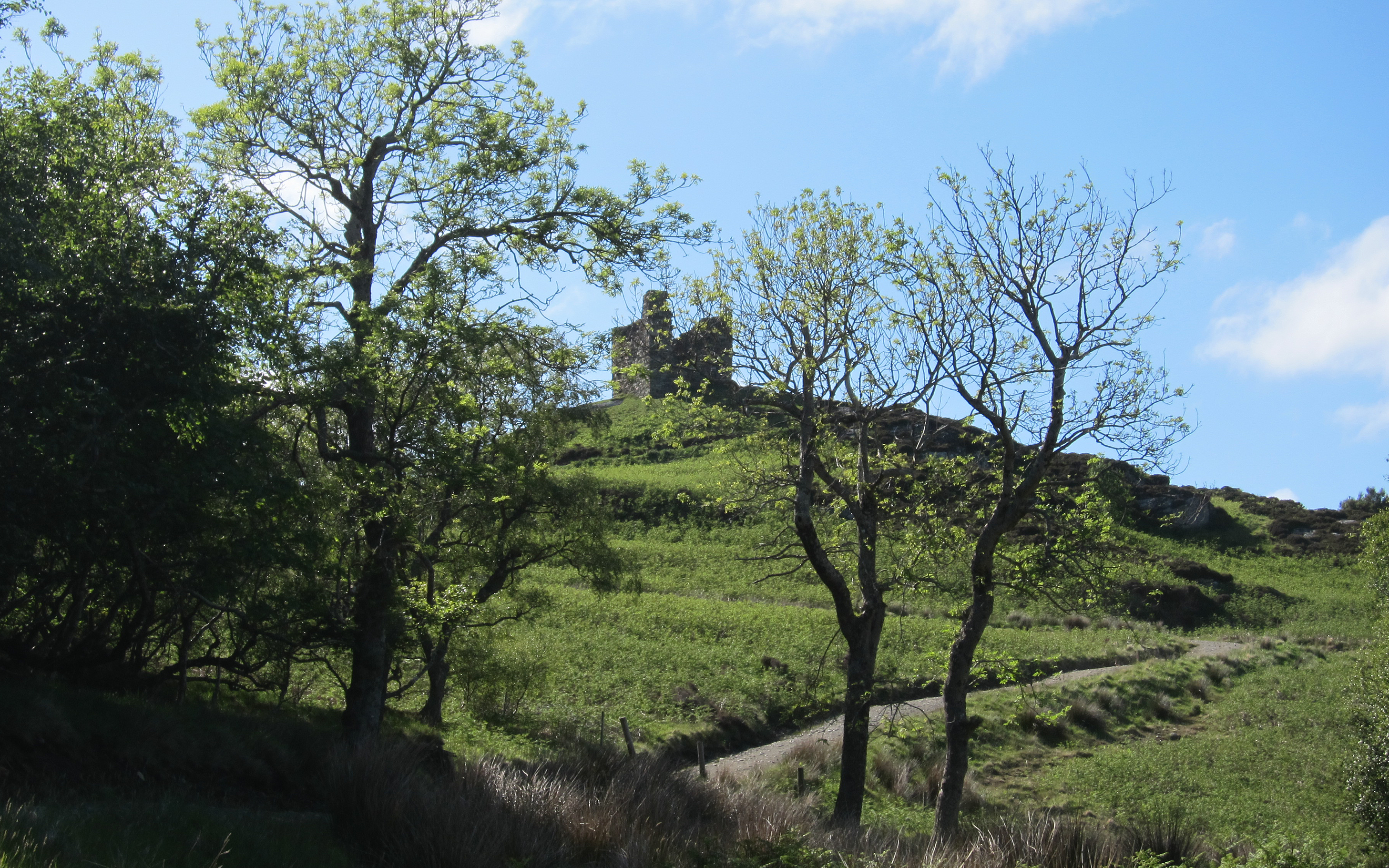
Castle Varrich